# Flugunfall IFO-21
Unter dem Rufzeichen IFO-21 wurde am 3. April 1996 ein Passagierflugzeug der US-amerikanischen Luftstreitkräfte beim Landeanflug auf den Flughafen Dubrovnik, Kroatien, in einen Berg geflogen. An Bord der Boeing CT-43A, einer Militärversion der Boeing 737-200, befanden sich die fünfköpfige Flugzeugbesatzung sowie die 30 Mitglieder einer Wirtschaftsdelegation unter Leitung des damaligen US-Handelsministers Ron Brown. Nur eine Stewardess im Rang eines Technical Sergeant überlebte den unmittelbaren Aufprall, während des Transports zum Krankenhaus starb auch sie.

## Hintergrund und Ursache
Das Flugzeug gehörte zur 76th Airlift Squadron (Lufttransportstaffel) des in Ramstein, Deutschland, stationierten 86th Airlift Wing (Lufttransportgeschwader). Anders als zivile Boeing-737-Exemplare war die Militärversion CT-43A weder mit einem Flugdatenschreiber (FDR) noch mit einem Stimmenrekorder (CVR) ausgestattet.
Der offizielle Abschlussbericht der Flugunfalluntersuchung nannte mehrere Gründe, die zu dem Unfall führten. Als Hauptgründe angeführt wurden „ein Versagen auf der Kommandoebene, Fehler der Cockpitbesatzung und eine ungeeignete Gestaltung des Landeanflugs nach Instrumentenflugregeln“. Die widrige Witterung zum Zeitpunkt des Unfalls wurde von dem Untersuchungsteam nicht als wesentlicher Faktor eingestuft.
Die Boeing CT-43A war ursprünglich ein Trainingsflugzeug vom Typ Boeing T-43-A, das für den Transport von bedeutenden Personen umgerüstet worden war. Sie befand sich im Landeanflug nach Instrumentenflugregeln auf den Flughafen Dubrovnik, dessen Navigationshilfen zu dieser Zeit lediglich aus zwei ungerichteten Funkfeuern (NDB) bestand. In dessen Verlauf kam es vom Kurs auf Landebahn 12 ab. Bei NDB-Landeanflügen erhalten die Piloten lediglich eine horizontale Führung.
Das Untersuchungsteam stellte fest, dass das zu diesem Zeitpunkt aufgrund der Wetterverhältnisse notwendige Anflugverfahren für Flugzeuge des Verteidigungsministeriums der Vereinigten Staaten nicht zugelassen war und von der Besatzung nicht hätte geflogen werden dürfen. Der zu diesem Zeitpunkt für Dubrovnik beschriebene NDB-Landeanflug erforderte es, dass ein Flugzeug mit zwei Radiokompassen (ADF) ausgerüstet sein musste; die Unfallmaschine verfügte aber nur über ein ADF. Überdies stellte das Untersuchungsteam fest, dass die Geschwindigkeit während des Endanflugs 150 km/h zu hoch war und die Piloten vom Kontrollturm noch keine Landeerlaubnis erhalten hatten.
Die Unfallstelle befindet sich an einem 700 m hohen Hügel 2,6 km nordöstlich der gedachten Linie, auf der sich das Flugzeug auf dem Weg zum NDB hätte befinden müssen. Fünf andere Flugzeuge waren vor IFO-21 in Dubrovnik gelandet und keines hatte irgendwelche Probleme mit den Navigationshilfen. Die Piloten des Unfallflugzeugs gaben keinen Notruf ab und leiteten kein Durchstarten ein, obwohl sie sich bereits jenseits des für ein Durchstarten maßgeblichen Punktes befanden, als die Maschine um 14:57 Uhr Ortszeit an dem Hügel zerschellte.